# Тинаму-самітник
Тинаму-самітник (Tinamus solitarius) — вид птахів родини тинамових (Tinamidae).

## Поширення
Вид поширений на південному сході Бразилії та крайньому північному сході Парагваю та Аргентини. Мешкає в атлантичному лісі на висотах до 1200 м над рівнем моря.

## Спосіб життя

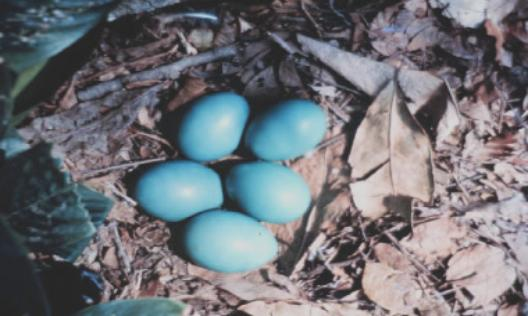
Гназдо тинаму-самітника

Трапляється поодинці, або невеликими сімейними групами до п'яти птахів. Харчується переважно плодами, які збирає на землі та в низьких кущах. Він також харчується дрібними безхребетними, квітковими бруньками, молодим листям, насінням та корінням. Гніздо облаштовує на землі серед густої рослинності. Самець висиджує яйця, які можуть бути від декількох самиць. У кладці 4 або 5 яєць інтенсивного синьо-зеленого кольору. Після вилуплення самець також піклується про пташенят.

## Підвиди
Таксон включає два підвиди:
- Tinamus solitarius pernambucensis Berla, 1946 — в Бразилії.
- Tinamus solitarius solitarius (Vieillot, 1819) — на сході Парагваю та крайньому північному сході Аргентини.